# Augusti 2015
| Augusti 2015 |
| Månader under 2015: Januari · Februari · Mars · April · Maj · Juni · Juli · Augusti · September · Oktober · November · December ← December 2014 · Januari 2016 → |

## Händelser

### 5 augusti
- Vrakdelar som hittats på ön Réunion konstateras vara från det försvunna Boeingplan som användes vid Malaysia Airlines Flight 370 den 8 mars 2014.

### 6 augusti
- Nya Suezkanalen invigs officiellt och expanderar därmed Suezkanalen med 35 km vilket resulterar i ökad fartygstrafik mellan Röda havet och Medelhavet.

### 7 augusti
- En jury dömer James Eagan Holmes till livstids fängelse för att han sköt ihjäl 12 personer i en biograf i Aurora i Colorado år 2012.

### 9 augusti

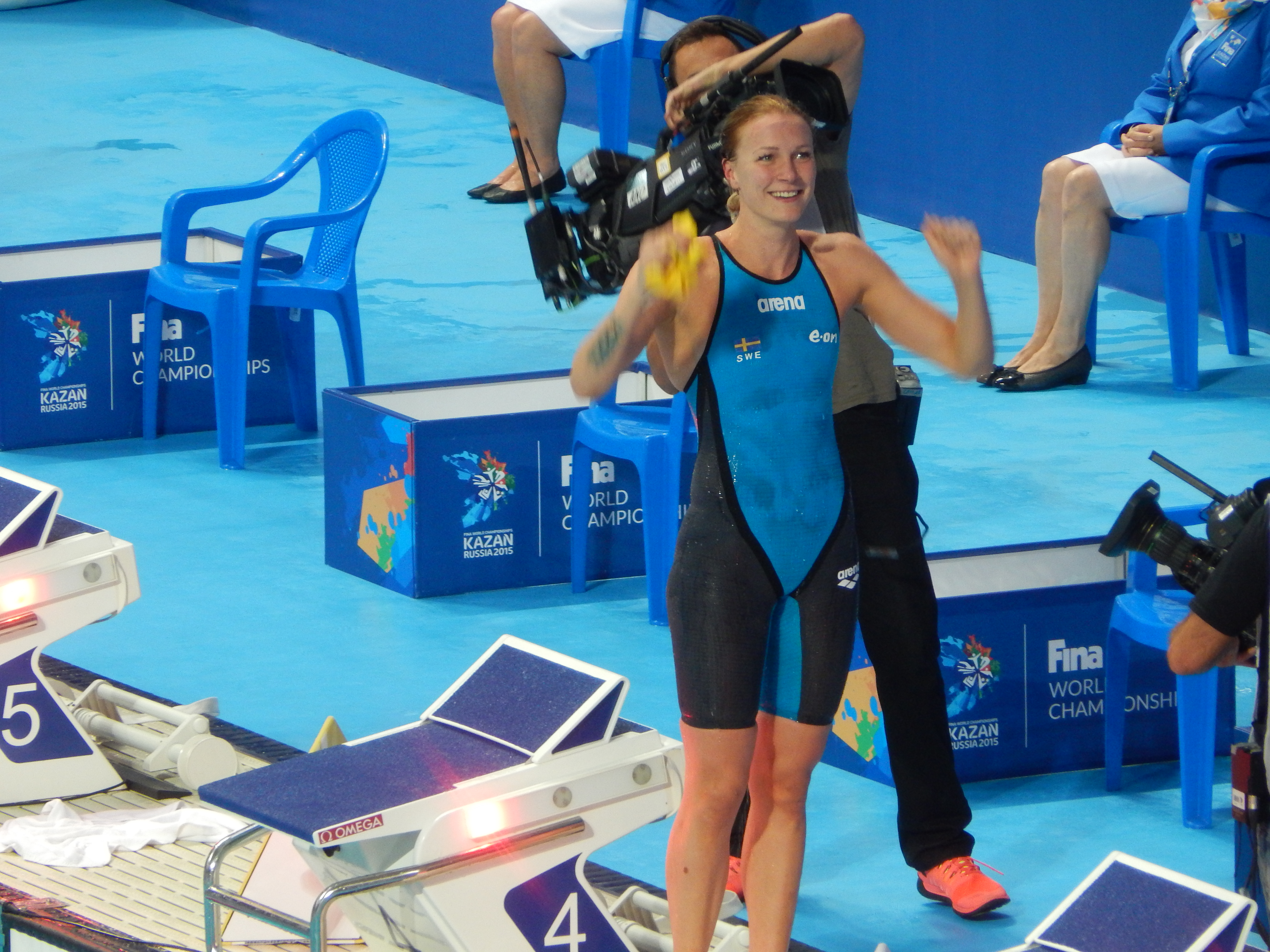
Sarah Sjöström.

- Både Sarah Sjöström och Jennie Johansson vinner individuella guldmedaljer för Sverige under simning vid världsmästerskapen i simsport 2015 i Kazan i Ryssland.

### 10 augusti
- Två personer dödas och en person skadas i samband med en knivattack på Ikea på Erikslunds shoppingcenter i Västerås. Den skadade mannen och en annan man anhålls som misstänkta.[1]

### 12 augusti

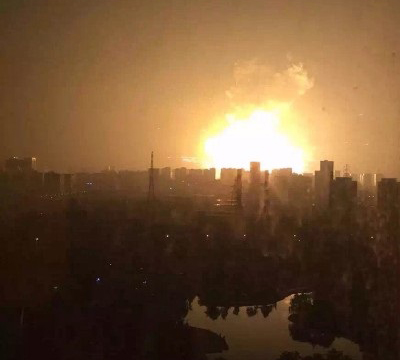
En explosion i Tianjin.

- Ett antal explosioner i staden Tianjin i norra Kina leder till ett stort antal dödsfall.[2]

### 13 augusti
- Den amerikanska delstaten Connecticuts högsta domstol ogiltigförklarar dödsstraffet och omvandlar alla dödsdömda fångars straff till livstids fängelse.
- Preskriptionstiden löper ut för några av de sexualbrott som Julian Assange står anklagad för.

### 23 augusti
- Baalshamintemplet, ett av Unescos världsarv, förstörs i en sprängning genomförd av IS-krigare i Palmyra, Syrien.

### 30 augusti
- Wes Craven, regissören bakom Terror på Elm Street och Scream, avlider vid en ålder av 76 år.